# Colomi
Colomi es una ciudad y municipio de la región central de Bolivia, ubicado en la provincia del Chapare del departamento de Cochabamba. El municipio se encuentra en una zona de transición entre la cordillera de los Andes y los yungas del Chapare. Tiene una topografía variada con colinas onduladas, llanuras y serranías. El municipio tiene una superficie de 554 km² y cuenta con una población de 20 728 habitantes (según el Censo INE 2012) y proyecciones hasta el año 2020. Limita al norte y este con el municipio de Villa Tunari, al sur con la provincia de Tiraque y al oeste con el municipio de Sacaba. 
La principal festividad del municipio se celebra el 14 de octubre en honor a la virgen del Rosario.
El municipio de Colomi pertenece a la provincia Chapare y fue fundada el 13 de noviembre de 1945, ubicada a 49 kilómetros de la ciudad de Cochabamba, presenta diversas regiones geográficas. Desde las alturas hasta las zonas de transición a la amazonia boliviana.
Está dividida en 7 Distritos de los cuales Candelaria, Colomi, el Distrito 2 están en la zona de Puna y Corani Pampa, Tablas Monte, San José y Bateyayoj están la zona subtropical. 
Actualmente tiene problemas limítrofes con el municipio de Villa Tunari, ante la arremetida de invasión de jurisdicción municipal colomeña por parte de autoridades de este municipio. Este problema data de décadas pasadas y aún no fue solucionada por ninguna autoridad del departamento de Cochabamba.

## Aspectos económicos
La población del municipio se dedica principalmente a las actividades agropecuarias con cultivos de papa (Solanun tuberosun), oca (Oxalis tuberosa), avena (Avena sativa), papalisa (Ullucus tuberosa), y guinda (Prunus avium), mientras que la actividad pecuaria se basa en la cría de ganado bovino, ovino, porcino, así como de gallinas, conejos y equinos. Los productos de ambas actividades se comercializan en las ciudades de Cochabamba y Sacaba.
En las zonas bajas, la explotación forestal, los cultivos frutales y locoto son los más destacados. En las lagunas y ríos, existe explotación de recursos piscícolas.
En las últimas décadas se ha estado implementando en las zonas subtropicales el cultivo de Café (Coffea arabica L.) con la ayuda de las distintas instancias gubernamentales, especialmente del Gobierno Autónomo Municipal de Colomi y el proyecto Café del Ministerio de Desarrollo Rural y Tierras. 
En Colomi se encuentra la represa de la laguna Corani y las plantas hidroeléctricas que abastecen de electricidad a varios departamentos del país, por lo que es considerada “Capital Hidroeléctrica de Bolivia”.

## Demografía
De acuerdo con el censo boliviano de 2024, la población del municipio de Colomi es de 19 318 habitantes.
La población del municipio aumentó casi un tercio entre 1992 y 2024:
| Año  | Habitantes (municipio) | Habitantes (localidad) | Fuente                  |
| ---- | ---------------------- | ---------------------- | ----------------------- |
| 1992 | 15.489                 |                        | Censo boliviano de 1992 |
| 2001 | 16.262                 | 1.996                  | Censo boliviano de 2001 |
| 2012 | 20.728                 | 3.914                  | Censo boliviano de 2012 |
| 2024 | 19.318                 |                        | Censo boliviano de 2024 |

## Hidroelectricidad
El municipio de Colomi se ha constituido en las últimas décadas como el centro energético de Bolivia, desde la implementación de la presa de Corani, con estas aguas se genera energía eléctrica en las plantas generadoras de Corani, Santa Isabel y San José. El Gobierno de Evo Morales Ayma como parte de un plan de convertir al país en el centro energético de Sudamérica, ejecutó dos proyectos hidroeléctricos en Colomi, ubicados en la zona de transición de los Yungas de Colomi, actualmente operan las Centrales Hidroeléctricas de San José I y San José II.
Con estas centrales hidroeléctricas y las ya existentes, el municipio de Colomi fue declarado Capital Hidroeléctrica de Bolivia y aporta más de 500 MW al Sistema Interconectado Nacional que alimenta la red eléctrica de toda Bolivia.  
La Central Hidroeléctrica Corani funciona desde el año 1966 y se encuentra ubicada a 2600 m s. n. m. y a aproximadamente 75 km de Cochabamba; utiliza un caudal que recibe del lago mediante una obra de toma, dos compuertas (1 eléctrica, 1 manual), un conducto de hormigón que atraviesa la presa, tubería y túnel de baja presión, chimenea de equilibrio con orificio restringido, galería blindada tipo “L” que se bifurca en dos tuberías de alta presión superficiales, cada una de las cuales tiene válvulas esféricas (ф 1800mm).  
La Central Hidroeléctrica Santa Isabel es la segunda Central del sistema y se halla en operación desde 1973, ubicada aproximadamente a 84 km de Cochabamba y 1735 m s. n. m. Las aguas turbinadas de Central Corani son conducidas por canal hacia el embalse de compensación; luego por un túnel equipado con compuerta eléctrica de rodillo en su arranque y una chimenea de equilibrio (doble cámara subterránea) en su extremo final, continúa por una galería blindada tipo “L” que se bifurca hacia dos tuberías de alta presión superficiales equipadas con válvulas esféricas (ф 1800mm). Estas conducciones se dividen al ingresar a la casa de máquinas y terminan en válvulas esféricas (ф 600mm) para alimentar a las cinco unidades de generación impulsadas por turbinas Pelton de eje horizontal con dos inyectores y complementadas con sus respectivos sistemas de control, protección y elevación de tensión (transformadores).  
La Central Hidroeléctrica San José 1 entró en funcionamiento el 17 de enero de 2018, aportando 55 MW de potencia instalada al Sistema Interconectado Nacional (SIN); se encuentra a aproximadamente 92 km de Cochabamba, en la provincia del Chapare y es el primer componente concluido del proyecto de generación de energía hidroeléctrica en cascada San José.

## Atractivos turísticos

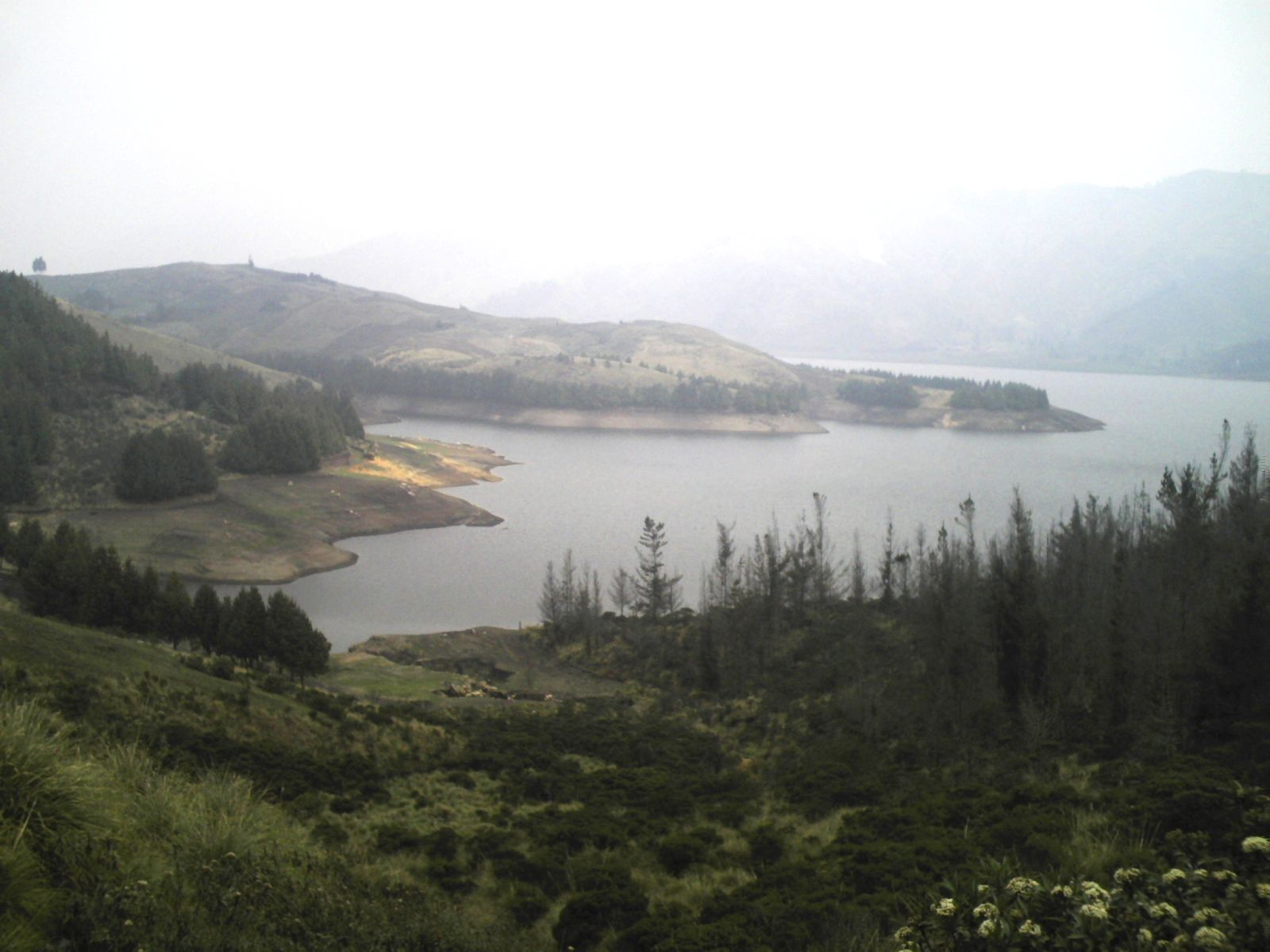
Vista de la Laguna Corani en Colomi

Entre sus atractivos turísticos de Colomi destacan la laguna Corani, que es una laguna artificial de aproximadamente 18 km² rodeada de bosques de pinos y ríos con un paisaje exuberante camino hacia el Trópico de Cochabamba.
El Camino del Inca está a 40 km del centro poblado de Colomi y tiene como atractivo principal la zona arqueológica de Incachaca, donde se encuentran construcciones de origen incaicas como fuertes, puentes y escalones.

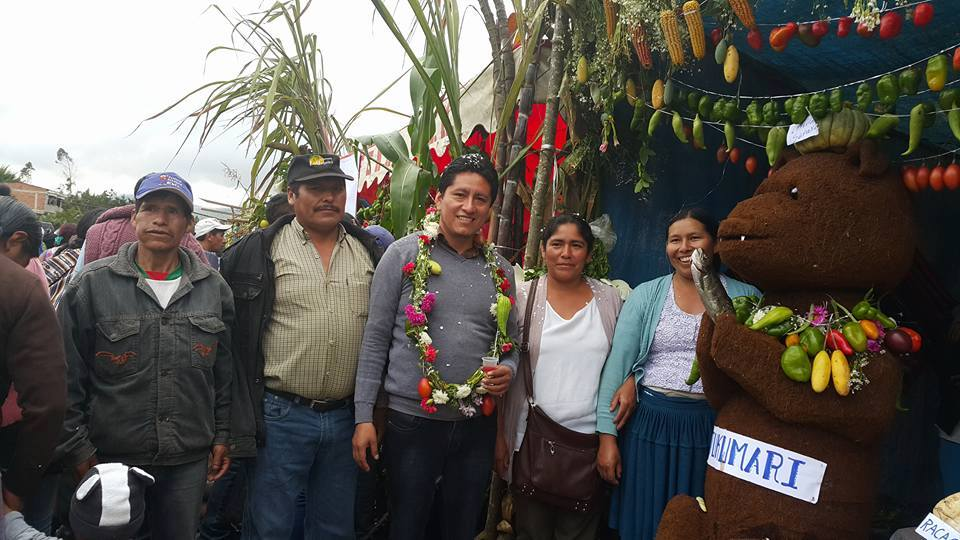
Feria de la Biodiversidad Corani Pampa

La Festividad de Virgen del Rosario es una actividad religiosa muy atractiva del Municipio, se desarrolla todos los años en octubre, ahí se muestran todas las demostraciones culturales en cuanto a danzas, música, vestimenta, especialmente de la Danza Tradicional "Las Ovejitas" que recrea el diario vivir de las pastoras de las zonas montañosas. 
La zona subtropical de Tablas Monte presenta zonas muy atractivas como el Cañón de las "Tuta Wallpas", este cañón está ubicada a 24 Kilómetros del centro poblado de Colomi y comprende un cañón con cascadas y abundante vegetación. La zona es el hábitat natural de los Guacharos (Steatornis caripensis). Las comunidades cercanas realizan caminatas de senderismo, descenso en el cañón y caminatas hacia las cascadas. 
Campamento turístico ECOFISH, en este lugar el visitante puede encontrar unas cabañas muy agradables, un restaurante, y muchas piscinas de criadero de truchas, áreas para acampar al aire libre, una vista hacia el río Corani. Este está ubicado a aproximadamente 2 km del pueblo de Corani Pampa, pasando el camino ripiado por el pueblo usted podrá ver claramente el cartel de entrada de ECOFISH.    
Como a manera de promocionar el municipio en el ámbito productivo, el GAM Colomi viene desarrollando desde la década de los noventa, ferias agropecuarias donde se muestra la biodiversidad en la producción agrícola, el más importante es la "Feria Agropecuaria de la Biodiversidad, La Trucha y el Guindol" en el mes de mayo de cada año. Los diferentes distritos también organizan ferias agropecuarias para mostrar el potencial productivo, entre ellos están: Feria de Papas Nativas y Pejerrey en Candelaria, Feria de la Trucha y Miel de Abeja en Paracti, Feria de la Biodiversidad en Corani Pampa, Feria del Puchero y la Cuajada y otras de menor importancia.